# Katorz
Albums de Voivod
D-V-O-D-1
(2005) Infini (album)
(2009)
Katorz est le onzième album studio et au total le quatorzième album du groupe québécois Voivod. Le titre Katorz fait allusion au fait qu'il s'agit du quatorzième enregistrement du groupe. L'album est le premier album réalisé après la mort du guitariste Denis d'Amour, emporté par un cancer du côlon lors de l'enregistrement de l'album durant l'été 2005. Il s'agit aussi du premier album studio qui n'est pas lié à l'histoire du Voivod, que le groupe avait terminée avec le dernier album studio Voivod (album).
Musicalement, l'album ressemble à son prédécesseur mais s'oriente encore plus vers le hard rock et comporte plusieurs chansons très directes et faciles, en comparaison avec le style habituel du groupe. Deux vidéoclips ont été produits, pour les chansons The getaway et The x-stream, mais aucun single ne fut réalisé. La chanson The x-stream se retrouve également dans le jeu Guitar Hero 2 et a ainsi fait connaître le groupe à un public plus jeune.
En revanche, après l'enregistrement, le groupe se trouve officiellement en état d'inactivité et ne renonce à ce statut qu'en 2008, lorsqu'il demande à Daniel Mongrain de participer à une série de concerts, le festival Heavy MTL entre autres. Cet album est le premier à contenir les derniers enregistrement de Denis d'Amour pour le groupe Voivod, les autres musiciens jouant par-dessus ces enregistrements. L'album suivant, Infini (album), complète les enregistrements et présente officiellement les treize derniers morceaux réalisés par le guitariste légendaire.
L'album est sorti en édition régulière et en édition limitée avec un emballage en carton de la pochette de l'album. Étonnamment, son accueil fut acclamé positivement tant par la critique que par les fans.

## Membres du groupe
- Denis (Snake) Bélanger : Chant
- Denis (Piggy) d'Amour : Guitare
- Jason (Jasonic) Newsted : Guitare basse
- Michel (Away) Langevin : Batterie

## Liste des morceaux
1. The getaway 3:58
2. Dognation 4:06
3. Mister Clean 4:16
4. After all 4:44
5. Odds and frauds 4:50
6. Red my mind 4:41
7. Silly clones 3:18
8. No angel 5:06
9. The x-stream 4:58
10. Polaroids 5:08